# L'Aurora - Organització Marxista
|  | Pel partit polític uruguaià, vegeu Partit Obrer Revolucionari (Uruguai) |

L'Aurora - Organització Marxista, conegut històricament com a Partit Obrer Revolucionari (POR), és un partit polític amb seu a Barcelona. D'orientació trotskista, el seu programa es resumeix amb el lema de "República, Socialisme i Autodeterminació". El seu òrgan és L'Aurora.

## Història
Fundat en la clandestinitat l'any 1974, l'aleshores anomenat Partit Obrer Revolucionari d'Espanya (PORE) representa una de les vies rupturistes i revolucionaries amb el franquisme.
Durant trenta anys el POR va ser dirigit per Aníbal Ramos, nom adoptat durant la clandestinitat per Arturo Van den Eynde, i va oposar-se a la via reformista que oblidava les reivindicacions socialistes i nacionals de la lluita antifranquista. Es va inscriure com a partit polític l'any 1983, es va enfrontar a les polítiques conciliadores del PSOE i del PCE, va oposar-se als governs filipistes, a la seva política social i a la repressió del moviment d'alliberament basc, essent un dels primers a denunciar la guerra bruta.
D'àmbit estatal però sobretot implantat a Catalunya, ha participat activament des de la seva fundació a Esquerra Unida i Alternativa. Formà part de la Lliga Internacional per a la Reconstrucció de la Quarta Internacional i la Unitat Internacional dels Treballadors - Quarta Internacional.
L'any 2013 adoptà el nom de L'Aurora - Organització Marxista.